# Леманн, Карл (кардинал)
Карл Леманн (нем. Karl Lehmann; 16 мая 1936, Зигмаринген — 11 марта 2018, Майнц) — немецкий кардинал. Епископ Майнца с 21 июня 1983 по 16 мая 2016. С 1985 по 1987 вице-председатель, а c 1987 по 2008 председатель Конференции немецких епископов (нем. Deutsche Bischofskonferenz). Кардинал-священник с титулом церкви Сан-Леоне I с 1 февраля 2001, назначен папой римским Иоанном Павлом II.

## Начало пути
Карл Леманн родился 16 мая 1936 года в Зигмарингене. Сын Карла (его отец был учителем, скончался в 1986 году и Маргарет Леманн (в девичестве Валднер).
После окончания школы учился в семинарии Фрайбурга, потом изучал философию и богословие в Университете Альберта-Людвига во Фрайбурге и в Папском германско-венгерском коллегиуме в Риме. Удостоен двух академических степеней (доктор философии и богословия) в Папском Григорианском университете.
Посвящён в священники 10 октября 1963 года кардиналом Юлиусом Дёпфнером, архиепископом Мюнхенским и Фрайзингским. С 1964 по 1967 год — помощник профессора о. Карла Ранера, в мюнхенском Университете Людвига-Максимилиана.
С 1967 по 1968 год учился в Риме, в Папском Григорианском университете.
В 1968 году стал профессором догматического богословия в Университете  Иоганна Гутенберга в Майнце.
С 1971 по 1983 год — профессор догматического и экуменического богословия в Университете Альберта-Людвига во Фрайбурге.
26 марта 1979 года стал почётным прелатом Его Святейшества.

## Епископ и кардинал
Леманн был избран епископом Майнца 21 июня 1983 года и подтверждён папой римским в этом же самом году. 2 октября 1983 года рукоположён в сан в кафедральном соборе Святого Мартина, в Майнце. Ординацию проводил его предшественник на посту епископа Майнца кардинал Герман Фольк, которому помогали Оскар Зайер, архиепископ Фрайбурга и Вольфганг Ролли, титулярный епископ Таборенты и вспомогательный епископ Майнца.
В 1985 году Леманн избран вице-председателем Конференции немецких епископов, а в 1987 году он стал председателем Конференции. Последовательно переизбирался в 1993 году, 1999 году и 2005 году. С 1993 года вице-председатель Европейской епископской конференции.
28 января 2001 года папа римский Иоанн Павел II назначил его кардиналом. Он был один из кардиналов-выборщиков, которые участвовали в папском Конклаве 2005 года, избравшем папу римского Бенедикта XVI.
18 февраля 2008 года, по состоянию здоровья, покинул пост председателя епископской конференции Германии.
Участник Конклава 2013 года.
16 мая 2016 года кардиналу Леманну исполнилось 80 лет и он потерял право участвовать в Конклаве и в тот же день получил отставку с поста епископа Майнца.

## Взгляды
Кардинал Леманн, наряду с кардиналами Мартини и Даннеелсом возглавлял либеральную группировку в кардинальской коллегии. По данным анонимных источников, на Конклаве 2005 года именно эти кардиналы организовали кампанию под лозунгом «Все, кто угодно, только не Ратцингер», имея в виду то, что кардинал Ратцингер не должен стать папой. Однако этого не произошло — Ратцингер папой был избран. Леманн состоял в негласной оппозиции немецкому понтифику. Леманн и либеральная группировка кардиналов надеялись на то, что понтификат Бенедикта XVI будет переходным, то есть непродолжительным.